# Rosa María Rodríguez Magda
Rosa María Rodríguez Magda (València, 1957) és una filòsofa i escriptora valenciana en castellà, dedicada especialment al pensament contemporani i al feminisme. Alguns dels seus texts han estat traduïts a l'anglès, francès, italià i estonià. L'any 1989 va introduir el terme "Transmodernitat" i va desenvolupar-lo a la seva obra.
També és membre del Consell Valencià de Cultura i catedràtica de filosofia. Ha fet de crítica literària i d'opinió de forma habitual a diferents diaris (Las Provincias Valencia, Pueblo Madrid, edició valenciana de El País) i de moltes revistes especialitzades: Claves de la Razón Práctica, Leer, El viejo Topo, Isegoria, Veintiuno, República de las Letras, Cuadernos de pensamiento político, Lateral, Asparkía, etc.
Ha estat promotora i signatària de la Declaració de Responsabilitats i Deures Humans presentada a l'Assemblea General de la UNESCO.

## Premis
Ha obtingut els següents premis:
- Premi Juan Gil Albert d'assaig (1996),
- Premi de la Crítica Valenciana, (1999),
- Premio Internacional de Ensayo Jovellanos 2008.[1]

## Obra
- Discurso/Poder, Madrid, EDE col. Teoría y práctica, 1984. (Assaig)
- La seducción de la diferencia, Valencia, ed. Victor Orenga, 1987. (Assaig)
- En alguna casa junto al mar, Valencia, ed. Victor Orenga.1987. (Narrativa). Segunda edición: Valencia, editorial Palmart, 2002.
- La sonrisa de Saturno. Hacia una teoría transmoderna, Barcelona, ed. Anthropos, 1989. (assaig)[2]
- Tríptico, Madrid, ed. Endymion, 1992. (Narrativa).
- Femenino fin de siglo. La seducción de la diferencia (reedició corregida i augmentada de: La seducción de la diferencia), Barcelona, ed. Anthropos, 1994.
- Las palabras perdidas, Madrid, Huerga & Fierro, 1997. (Aforismes).
- El modelo Frankenstein. De la diferencia a la cultura post (Premio. Juan Gil Albert de Ensayo 1996), Madrid, ed. Tecnos, diciembre de 1997.
- Y de las pavesas surgió el frío, Valencia, ed. Palmart, 1998. (Aforismes)
- Foucault y la genealogía de los sexos, Barcelona, ed. Anthropos, 1999. (assaig)
- El deseo y la mirada, Valencia, ed. Palmart, 2003. (Poesia)
- El placer del simulacro, Barcelona, ed. Icaria, 2003. (assaig)
- Transmodernidad, Barcelona, ed. Anthropos, 2004. (assaig)[3]
- La España convertida al islam, Barcelona, Áltera, 2006. (assaig)
- Inexistente Al Andalus. De cómo los intelectuales reinventan el Islam, Premi Internacional de Ensayo Jovellanos. (2008) Oviedo, 2008.